# Bienvenue à Gattaca
« Gattaca » redirige ici. Pour l’article homophone, voir Gataca.
Pour plus de détails, voir Fiche technique et Distribution.
Bienvenue à Gattaca (Gattaca) est un film américain d'anticipation et de science-fiction dystopique, écrit et réalisé par Andrew Niccol et sorti en 1997. Dans ce premier film d'Andrew Niccol en tant que réalisateur, les principaux rôles sont interprétés par Ethan Hawke, Uma Thurman et Jude Law.
Le nom Gattaca est formé des quatre lettres G, A, T et C correspondant aux quatre bases nucléiques de l’ADN : guanine, adénine, thymine et cytosine.
Le film se déroule dans un monde futuriste, où chacun peut choisir le génotype des enfants. Dans cette société hautement technologique qui pratique l'eugénisme à grande échelle, les gamètes des parents sont triés et sélectionnés afin de concevoir in vitro des enfants ayant le moins de défauts et le plus d'avantages possibles pour leur société. Bien que cela soit officiellement interdit, entreprises et employeurs recourent à des tests d'ADN discrets afin de sélectionner leurs employés ; les personnes conçues de manière naturelle se retrouvent, de facto, reléguées à des tâches subalternes. Gattaca est un centre d'études et de recherches spatiales pour des gens au patrimoine génétique supérieur, ayant le moins de défauts possibles. Jérôme, candidat génétiquement idéal, voit sa vie détruite par un accident tandis que Vincent, enfant conçu naturellement, donc au capital génétique « imparfait », rêve de partir pour l'espace. Chacun des deux va permettre à l'autre d'obtenir ce qu'il souhaite en déjouant les lois de Gattaca.

## Synopsis
Vincent Freeman (Ethan Hawke) est un enfant né naturellement, dit « naturel » ou « invalidé », qui rêve de devenir astronaute et de rentrer à Gattaca : l'unique chance de partir dans l'espace. Ses parents Antonio et Marie Freeman (Elias Koteas et Jayne Brook), ont décidé de se passer des services de la science pour leur premier enfant, préférant s'en remettre au hasard. À sa naissance, son profil est évalué instantanément par ordinateur à partir d'une goutte de sang : il indique que l'enfant est sujet à de graves pathologies cardiaques qui limitent son espérance de vie à une trentaine d'années. En apprenant la nouvelle, le père choisit de le nommer différemment de ce qui était prévu. Les difficultés commencent alors pour les parents, dans cette nouvelle société sélective dont les écoles refusent désormais l'admission d'enfants « naturels », jugés à risques.
Le couple décide sans surprise de faire appel à la science pour leur deuxième enfant, Anton (Loren Dean), qui fait ainsi l'objet de manipulations génétiques destinées à le « protéger » du hasard. Le résultat est à la hauteur de leurs espérances. Durant l'enfance, les deux frères sont constamment en compétition et se défient régulièrement à la natation. C'est Anton qui gagne à chaque fois, avantagé par son profil génétique et finissant par dépasser la marque de mesure de son frère pourtant plus âgé.
Devenu adulte, Vincent affronte une dernière fois son frère à la natation... et cette fois, c'est lui qui l'emporte...et Anton manque même de se noyer... sauvé de justesse par Vincent. Ce dernier qui rêve toujours d'espace, quitte le soir même son foyer discrètement. Son « handicap » génétique le cantonne au rôle d'agent de nettoyage des locaux de Gattaca, sous les ordres de Caesar (Ernest Borgnine). Contraint de contempler les cieux au travers du plafond de verre de Gattaca, il décide alors d'enfreindre les règles en devenant un « pirate génétique » ou « dé-gén-éré ». Il fait appel à un trafiquant (Tony Shalhoub) pour accéder à son rêve. Moyennant 20 à 25 % de ses revenus, il est mis en relation avec un « valide » déchu.
Jérôme Eugène Morrow (Jude Law), ancien champion de natation, était un élément prometteur ayant toutes les qualifications génétiques requises. Malgré sa perfection génétique, Jérôme a fini deuxième aux Jeux olympiques et, rongé par son échec, il a tenté de se suicider en traversant une route au passage d'une voiture. Il a survécu à cet accident mais a perdu l'usage de ses jambes. L'accident ayant eu lieu à l'étranger, l'affaire ne s'ébruita pas.
Paraplégique et alcoolique, il loue son corps et son identité à Vincent en lui fournissant des échantillons biologiques (poches de sang et d'urine, cheveux, peaux mortes, etc.), afin de satisfaire aux nombreuses analyses et tests d'ADN imposés au personnel de Gattaca.
En échange, Vincent lui permet de garder le même niveau de vie qu'avant l'accident. Pour devenir Jérôme et pour contrer sa myopie, Vincent porte des lentilles de couleur, change sa coupe et sa couleur de cheveux, affine et nettoie chaque jour chaque parcelle de son corps, s'entraîne durement tant au niveau psychologique qu'au niveau physique. Il va jusqu'à subir une chirurgie orthopédique pour allonger ses tibias de 5 cm.
Vincent réussit son entretien d'embauche avec le docteur Lamar (Xander Berkeley) — grâce à une simple analyse d'urine, censée dépister les drogues — et entre comme élève astronaute à Gattaca où il devient, grâce à sa détermination, le meilleur navigateur spatial de la compagnie. Entre ses travaux, ses tests médicaux fréquents, ses sorties avec Eugène (nom désormais porté par Jérôme pour faciliter les choses, tandis que Vincent se fait appeler Jérôme), il répand des traces de sa fausse identité, et efface les vrais indices pour assurer sa sécurité.
Irène Cassini (Uma Thurman), sa collègue — qui malgré sa conception « acceptable » ayant le moins de défauts possibles, est atteinte de problèmes cardiaques — semble secrètement amoureuse de Vincent. Elle est timide à cause de son « défaut » génétique. Elle croit que Vincent est "trop parfait" et qu'il va donc la rejeter. Elle fait en cachette un test d'ADN de Jérôme/Vincent (en lui volant un cheveu) et elle constate qu'il est en effet génétiquement parfait (car le cheveu appartient en réalité à Jérôme). Elle lui avoue ce qu'elle a fait et lui donne à son tour un de ses cheveux, en lui disant que si après l'analyse il est toujours intéressé par elle, il sait où la trouver. Vincent laisse tomber le cheveu pour lui montrer qu'il n'attache aucune importance à la perfection génétique. Ils sortent ensemble.
Une semaine avant de quitter la Terre pour Titan, l'un des satellites de Saturne, son directeur de mission — qui gère les projets et les lancements — est assassiné.
La police, dont Anton fait partie, ne tarde pas à chercher et scruter chaque fibre, squame ou cil pouvant se trouver sur les lieux, afin de déterminer l'identité de celui qui les a semés et ainsi démasquer l'auteur du forfait. Les inspecteurs trouvent un cil, appartenant à un invalide qui faisait autrefois le ménage, Vincent. D’après son analyse initiale d'ADN, Vincent devait mourir à trente ans et deux mois, or il a dépassé cet âge, ce qui sème le trouble dans l’enquête car ses traces (un cil et de la salive sur un gobelet) sont trouvées successivement.
Redoublant de précautions, Vincent poursuit et développe sa relation avec Irène, échappe à la police grâce à sa double identité, puis aux tests de Lamar et des inspecteurs par de subtiles manœuvres. Anton, accompagné par Irène, va chez Jérôme pour vérifier son identité avec un test de sang. Celle-ci ne reconnaît pas le Jérôme qu'elle aime (c'est-à-dire Vincent), car elle voit le vrai Jérôme. S'ensuit un face-à-face Irène/Jérôme puis une scène d'explications tumultueuses entre Vincent qui arrive et Irène à qui il avoue son secret et son nom. Cette dernière s'enfuit.
L'enquête aboutit : le directeur adjoint Josef (Gore Vidal) est arrêté par le détective Hugo (Alan Arkin). Son mobile : la fenêtre de lancement pour Titan n'est ouverte qu'une fois tous les 70 ans, or le directeur de mission voulait tout annuler ; en le tuant, il s'assurait que le départ aurait bien lieu comme prévu. Le meurtrier n'avait dans son profil aucune trace de violence d'un point de vue génétique, le directeur a tué de manière tout à fait rationnelle et ne semble pas du tout regretter son geste. La recherche de l'« invalide » est abandonnée puisque inutile.
Anton reproche à Vincent son imposture après l'avoir reconnu. Il est jaloux de son frère qui, bien que prétendument inférieur, l'a surclassé. Il lui lance alors un nouveau défi de natation. Lors de ce dernier, Vincent gagne à nouveau et sauve encore une fois Anton de la noyade. Il lui révèle également son secret pour le battre : ne jamais économiser ses forces pour le retour, montrant ainsi que sa volonté et son caractère propre ont été déterminants dans ses victoires.
Peu avant le départ, Vincent et Irène, réconciliés, se revoient. Il lui donne un cheveu pour un test d'ADN et prouver ses allégations passées. Elle réagit comme lui auparavant, en laissant tomber le cheveu pour lui faire comprendre qu'elle n'attache aucune importance à son patrimoine génétique. Puis il lui annonce qu'il part pour Titan.
De retour chez Jérôme, Vincent constate que le matériel servant à la préparation d’échantillons a été recouvert de bâche plastique. Jérôme lui montre alors les échantillons qu’il a préparés en grande quantité. Il se justifie en affirmant qu'il part lui aussi en voyage et que Vincent pourrait en avoir besoin à son retour de mission. Il lui tend alors une enveloppe en le priant de ne l'ouvrir qu'une fois là-haut.
À Gattaca, juste avant le départ, Vincent doit subir une dernière analyse d'urine qui le prend au dépourvu. N'ayant rien pour fausser son identité, il accepte, fataliste, son échec. Son identité d'invalide au nom de Vincent est révélée au docteur Lamar, qui valide malgré tout le résultat au nom de Jérôme. Le docteur Lamar connaît la vérité, apparemment depuis longtemps car il utilise sa main faible pour uriner. Il a choisi de garder le secret, car son propre fils est dans une situation similaire à celle de Vincent. Il lui dit : « Mon fils vous admire beaucoup. Il voudrait entrer à Gattaca un jour. Malheureusement mon fils n'est pas tout ce qu'ils avaient promis. Cependant, qui sait ce qu'il pourrait faire, non ? ». Il le laisse partir vers le couloir qui mène à la fusée.
Vincent monte dans la fusée, qui décolle vers les étoiles, tandis que Jérôme se suicide dans son incinérateur domestique, où sa médaille d'argent vire à l'or grâce aux flammes. Pendant le décollage, Vincent ouvre l'enveloppe et y trouve une mèche de cheveux de Jérôme. Il la conserve, afin de se souvenir de l'homme qui lui a permis de réaliser son rêve.

## Fiche technique
Sauf indication contraire, les informations mentionnées dans cette section peuvent être confirmées par les bases de données cinématographiques  présentes dans la section « Liens externes ».
- Titre original : Gattaca
- Titre français : Bienvenue à Gattaca
- Réalisation : Andrew Niccol
- Scénario : Andrew Niccol
- Musique : Michael Nyman
- Photographie : Sławomir Idziak
- Montage : Lisa Zeno Churgin
- Décors : Jan Roelfs
- Costumes : Colleen Atwood
- Production : Danny DeVito, Michael Shamberg et Stacy Sher
  - Production associée : Georgia Kacandes et Joshua Levinson
  - Coproduction : Gail Lyon
- Sociétés de production : Columbia Pictures et Jersey Films
- Sociétés de distribution : Columbia Pictures, Columbia TriStar Films
- Pays de production :  États-Unis
- Langues originales : anglais et secondairement espéranto
- Format : couleurs (Technicolor) — 2,39:1 — 35 mm — son Dolby Digital / SDDS / DTS
- Budget : 36 000 000 USD[1]
- Genre : science-fiction et néo-noir[2]
- Durée : 106 minutes
- Dates de sortie[3] :
  - Canada : 7 septembre 1997 (Festival de Toronto)
  - États-Unis : octobre 1997 (Festival de Chicago) ; 24 octobre 1997 (sortie nationale)
  - Australie : 6 novembre 1997
  - Suisse : 22 avril 1998 (Suisse romande) ; 10 juillet 1998 (Suisse alémanique)
  - France : 29 avril 1998
  - Belgique : 27 mai 1998
- Classification :
  - États-Unis : PG-13
  - France : tous publics

## Distribution
Sauf indication contraire, les informations mentionnées dans cette section peuvent être confirmées par les bases de données cinématographiques  présentes dans la section « Liens externes ».
- Ethan Hawke (VF : Jean-Pierre Michaël) : Vincent Anton Freeman
- Uma Thurman (VF : Vanina Pradier) : Irène Cassini
- Jude Law (VF : Guillaume Orsat) : Jérôme Eugène Morrow
- Loren Dean (VF : Patrick Mancini) : l'inspecteur de police Anton Freeman, frère de Vincent
- Alan Arkin (VF : Jean Lescot) : l'inspecteur Hugo
- Gore Vidal (VF : Jean Davy) : M. Josef, le directeur
- Elias Koteas (VF : Philippe Vincent) : Antonio Freeman, le père de Vincent
- Ernest Borgnine (VF : Benoît Allemane) : Caesar, le vieil homme de ménage
- Xander Berkeley (VF : Philippe Crubézy) : Dr Lamar
- Tony Shalhoub (VF : Samuel Labarthe) : German, le trafiquant d'identités
- Blair Underwood (VF : Joël Zaffarano) : le généticien
- Jayne Brook : Marie Freeman, la mère de Vincent
- Maya Rudolph : l'infirmière
- Una Damon (en) (VF : Françoise Cadol) : l'infirmière chef
- Elizabeth Dennehy : le professeur d'école
- Beverly Griffith (VF : Françoise Cadol) : le professeur d'anatomie
- Dean Norris : un policier
- Mason Gamble : Vincent, enfant
- Vincent Nielson : Anton, enfant
- Chad Christ : Vincent, adolescent
- William Lee Scott : Anton, adolescent

Sources et légende : version française (VF) sur AlloDoublage

## Production

### Lieux de tournage

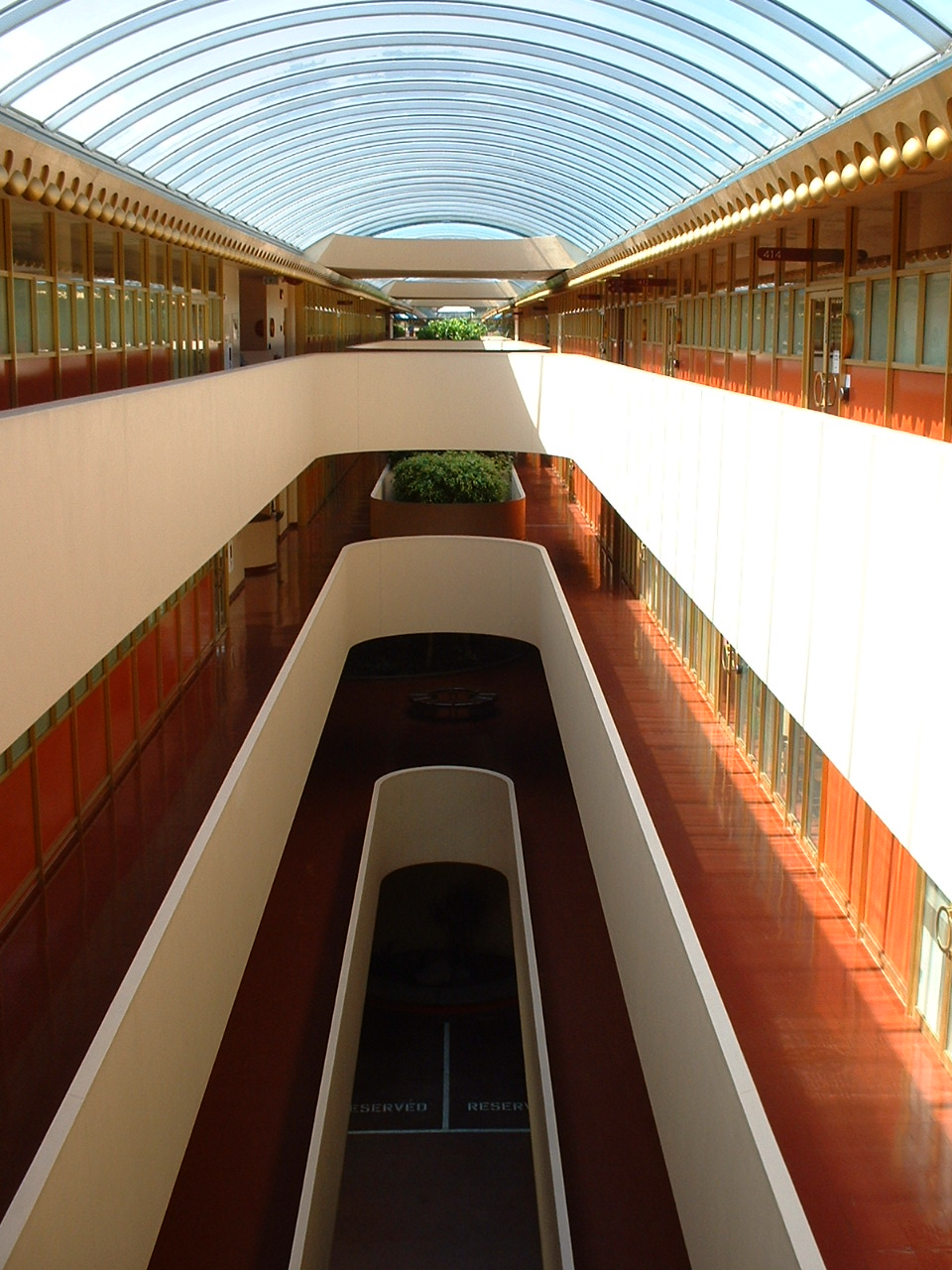
Intérieur du Centre municipal du comté de Marin où ont été tournées plusieurs scènes du film.

Le tournage a eu lieu en Californie (Los Angeles, Barstow, Culver City, San Diego, San Rafael, Inglewood).
De nombreuses scènes sont tournées dans le Centre municipal du comté de Marin, ouvrage réalisé par l'architecte américain Frank Lloyd Wright en 1957 à San Rafael (Californie). Le même bâtiment a servi pour une autre production de science-fiction, THX 1138 de George Lucas. L'escalier en colimaçon suggère l'image d'une double hélice d'ADN. Le reflet dans un miroir d'un élément du décor formant une croix suggère la structure d'un chromosome.
L'une des scènes de contrôle de police a été tournée dans un tunnel routier déjà utilisé à de très nombreuses reprises comme décor pour le cinéma ou la publicité. Il s'agit du 2nd Street Tunnel à Downtown Los Angeles.

### Accessoires
Les voitures utilisées dans le film ont été retenues pour leur originalité et leur avant-gardisme au moment de leur sortie : une Citroën DS décapotable française et une Studebaker Avanti américaine, ainsi que plusieurs Rover P6 britanniques. Le bruitage suggère qu'elles sont à propulsion électrique, ce que confirme une scène où on voit Vincent brancher la voiture avec une palette General Motors Magne Charge.
Les haut-parleurs de l'entreprise dans laquelle travaille le protagoniste de l'histoire font leurs annonces d'abord en espéranto puis en anglais dans la version originale.

## Générique
Dans les génériques (de début et de fin), les lettres G, A, T et C apparaissent avant les autres, en référence aux quatre bases, composants de l'ADN. Les lettres utilisées pour le nom de « Gattaca » reprennent les initiales utilisées pour désigner les bases de l'ADN, GCAT, c'est-à-dire guanine, cytosine, adénine, et thymine, la séquence GATTACA est en fait tellement courte qu'elle apparaît plusieurs fois dans de nombreux génomes,.

## Musique
Albums de Michael Nyman
Concertos
(1997) The Suit and the Photograph
(1998)
1. The Morrow – 3:13
2. God's Hands – 1:42
3. The One Moment – 1:40
4. Traces – 1:00
5. The Arrival – 3:53
6. Becoming Jerome – 1:06
7. Call Me Eugene – 1:24
8. A Borrowed Ladder – 1:47
9. Further and Further – 2:43
10. Not the Only One – 2:14
11. Second Morrow – 2:24
12. Impromptu for 12 Fingers – 2:55 (d'après L'Impromptu, op. 90 no 3 de Franz Schubert)
13. The Crossing – 1:24
14. It Must Be the Light – 1:23
15. Only a Matter of Time – 1:07
16. I Thought You Wanted to Dance – 1:13
17. Irene's Theme – 1:09
18. Yourself for the Day – 2:20
19. Up Stairs – 2:02
20. Now That You're Here – 2:44
21. The Truth – 2:13
22. The Other Side – 3:44
23. The Departure – 3:51
24. Irene & the Morrow – 5:44

## Accueil critique

Les quatre bases G, C, A, T qui forment la séquence « GATTACA ».

Le film reçoit un accueil critique positif. Il atteint le pourcentage de 82 % d'opinions favorables sur le site Rotten Tomatoes pour 55 critiques. Le film ne totalise que 64/100 sur Metacritic.
Pour Roger Ebert du Chicago Sun-Times, le film est « l'un des films de science-fiction les plus intelligents et provocateurs, un thriller avec des idées ».
Malgré beaucoup d'autres critiques élogieuses, le film ne sera pas un succès au box-office mais aura le mérite de relancer le débat autour de la génétique humaine. Certains spécialistes considèrent ainsi très plausibles certains événements du film.

## Distinctions

### Récompenses
- Festival international du film de Catalogne 1997[13] :
  - Meilleur film
  - Meilleure musique de film pour Michael Nyman
- Festival international du film fantastique de Gérardmer 1998 : Prix spécial du jury et prix Fun Radio
- Saturn Awards 1998 : Bogey Awards 1998 : Prix Bogey pour le distributeur Columbia Tri-Star
- Prix Hugo 1998 : nomination au Prix Hugo du meilleur film dramatique
- London Film Critics Circle Awards 1999 : scénariste de l'année pour Andrew Niccol, également pour The Truman Show

### Nominations
- Oscars 1998 : Oscar de la meilleure direction artistique pour Jan Roelfs et Nancy Nye
- Golden Globes 1998 : Golden Globe de la meilleure musique de film pour Michael Nyman
- Satellite Awards 1998 : Satellite Award de la meilleure direction artistique pour Jan Roelfs
- Saturn Awards 1998 :
  - Saturn Award des meilleurs costumes pour Colleen Atwood
  - Saturn Award de la meilleure musique pour Michael Nyman
- Art Directors Guild Awards 1998 : meilleure direction artistique pour Jan Roelfs, Sarah Knowles et Natalie Richards
- Saturn Awards 1999 : Saturn Award de la meilleure édition DVD
- London Film Critics Circle Awards 1999 : scénariste de l'année pour Andrew Niccol, également pour The Truman Show

## Autre
En 2011, Bienvenue à Gattaca a été désigné par des scientifiques de la NASA comme le film de science fiction « le plus plausible » de l’histoire du cinéma.